# José Manuel García Payá
José Manuel García Payá conocido como Chema, (Aspe, provincia de Alicante, España, 13 de abril de 1970) es un exfutbolista y entrenador español. Jugó de defensa y en la actualidad es entrenador del Fútbol Club Torrevieja.

## Trayectoria
Como jugador se inició en el histórico UD Aspense, donde sus buenas temporadas en la Liga Sur del Grupo VI de Tercera División hicieron que pasara al Elche de Segunda División. En sus dos temporadas en Elche vivió el descenso a Segunda "B" y una promoción de ascenso a Segunda. Posteriormente jugó tres temporadas en Segunda División con el Mallorca. Luego pasó una temporada Segunda con el Almería, y otra con el desaparecido Club Polideportivo Mérida con el que consiguió el campeonato de Segunda División y el ascenso a Primera. La temporada siguiente sufrió el descenso a Segunda "B" con el Levante y otro seguido con el Ourense. La temporada siguiente disputó la promoción de ascenso a Segunda en el Ourense y fichó por el Compostela donde vivió un descenso a Segunda "B" en su primera temporada, el regreso a Segunda en la siguiente, y la permanencia en su tercera temporada, aunque posteriormente el equipo descendería administrativamente por sus deudas económicas.
Tras su retirada como futbolista profesional, dirigió al desaparecido Mar Menor, con el que disputó una promoción de ascenso a Segunda "B". Posteriormente fichó a mitad de temporada por el Tháder de Rojales con el que no pudo evitar el descenso a Regional Preferente, y continuó en la temporada 2008/09 con el equipo en Preferente. Tras entrenar en categorías inferiores del Elche y Novelda, en enero de 2010 fichó por el Noveldense de Segunda Regional. Pocos días después se comprometió con el Almansa de Tercera. En la temporada 2010/11 fichó por el filial Elche Ilicitano.

## Clubes

### Como jugador
| Club          | País   | Año       |
| ------------- | ------ | --------- |
| UD Aspense    | España | ¿?-1990   |
| Elche CF      | España | 1990-1992 |
| RCD Mallorca  | España | 1992-1994 |
| UD Almería    | España | 1994-1996 |
| CP Mérida     | España | 1996-1997 |
| Levante UD    | España | 1997-1998 |
| CD Ourense    | España | 1998-2000 |
| SD Compostela | España | 2000-2003 |

### Como entrenador
| AD Mar Menor           | España | 2005-2006 |
| CD Tháder              | España | 2008-2009 |
| CF Noveldense          | España | 2010      |
| UD Almansa             | España | 2010      |
| Elche Ilicitano        | España | 2010-2011 |
| Fútbol Club Torrevieja | España | 2011-     |